# 呂世明 (台灣政治人物)
呂世明（1901年12月16日—1992年7月），台灣彰化縣彰化市人，實業家、交通業者、政治人物。曾任彰化客運董事長、臺中州會議員、臺灣臨時省議會議員、彰化縣縣長。在彰化地方派系屬「紅派」。

## 生平

### 日治時期
呂世明於明治三十四年（1901年）出生於今彰化市，父親呂交，母親陳嫌。下有有四弟三妹。大正六年（1917年）畢業於彰化公學校，大正十年（1921年）畢業於臺灣總督府國語學校師範部，後前往日本內地留學，於大正十五年（1926年）畢業於早稻田大學政治經濟學系。
大學畢業後，呂世明於1926年回臺，出任臺灣全運合資會社代表社員。曾經營彰化輕鐵株式會社。昭和六年（1931年）3月，彰化輕鐵株式會社等小型公司合併成彰化乘合自動車株式會社（今彰化客運），呂世明出任董事長，也是中部四家客運董事長中唯一非日本人者。昭和十七年（1942年），出任彰化公共汽車株式會社社長。
呂世明先後創立臺中汽車貨運公司、臺北汽車客運公司（今基隆客運）、日新冷凍廠、福大水泥加工廠、彰化銀宮戲院等。:241
雖然在國民黨戒嚴統治時期所著的《中國臺灣名人傳》一書中宣稱呂世明「先生學成返台，深恨日人苛政統治……先生目睹此種情況，義憤填胸，遂立志不參與政治，專心從事實業工作」，:241然而事實上呂世明在日治時期曾於昭和十年（1935年）出任官選臺中州彰化市會議員、昭和十五年（1940年）後更參選州會議員選舉，當選出任臺中州州會議員，直到1945年。

### 戰後初期
戰後，呂世明曾任彰化市參議員。民國三十六年（1947年），呂世明參選第一屆國民大會代表彰化市（省轄市）選區，對上同為中國國民黨籍的九州大學醫學博士蘇振輝，當時雙方宣傳紙分別以紅、白色區分，日後形成彰化縣地方派系紅、白派，最終呂世明當選國大代表。1948年，呂世明倡導組織臺灣省汽車運輸商業同業公會，強化組織規劃業務。:241
1951年，臺灣省臨時省議會成立。呂世明當選首屆臺灣省臨時省議員，任內極力建議蔣中正政府建造西螺大橋。1954年出任臺灣省政府參議。:241

### 任彰化縣長
1960年，呂世明獲國民黨提名參選第四屆彰化縣長選舉，對上黨外的醫師石錫勳。呂世明獲得國民黨力挺，出現違反行政中立的手段。石錫勳即指出除了違反法規候選人宣傳車最多三輛，雇用多達六十餘輛，經石錫勳向監察小組提出檢舉卻未能即使處理，以致國民黨候選人車輛滿天飛外。就有彰化商業職業學校校長古鼐身為監察小組召集人，公然發動該校教職員於4月10日起三天以出差名義下鄉輔選，其一切費用於4月18日由呂世明交給古鼐，轉給參加助選之教職員、中山國民學校校長吳江水於4月22日召開母姊會，由呂世明太太主持，但滿口所說只有關選舉活動、呂世明之弟呂英明利用員林農業學校校長身分，以召開家長會名義赴各地從事選舉活動，甚至令該校音樂教員在音樂課正課上課時，向學生教授呂世明的競選歌、彰化市長賴通堯身為公務人員，公然在宣傳車上為國民黨候選人宣傳，並令全體職員替呂世明助選、鹿港警察分局長，不論穿公服或私服，以軟硬兼施的手段令選民圈選國民黨候選人。甚至員林農業學校學生還奉學校命令，在員林、社頭地區投票所前拉票。開票當天甚至傳出多起選舉舞弊事件。如彰化市中山投票所出現唱票員故意將石錫勳的票，唱作呂世明的票，連續數張，經選民指出後才更正。而二林、二水、員林、社頭甚至出現投票所「停電」事件，從中舞弊。最終呂世明當選縣長，也是首位出身彰化縣的民選縣長。
在派系問題上，呂世明任職之初曾拒絕三弟呂俊傑的企圖干政，贏得各派喝采。然而任內出現縣府幕僚人員為派系立場內鬨，主任秘書董其欣、事務股長施火生、主計主任黃我石一再發生衝突，縣議會也加以抵制，出現反對派議員的「十四大哥」聯盟，大肆攻訐，使呂世明在任職九個月後，以「內舉不避親」為由，正式聘其三弟呂俊傑為縣府顧問，又出任彰化縣國宅興建委員會執行秘書，協助處理機要事務，並應付反對派議員的攻訐，外界遂傳言兄哥當正式縣長，小弟當地下縣長。呂世明此舉亦引起白派人士不滿。:223日後「白派」與「林派」在第五屆縣議員選舉時，公開向「紅派」與「陳派」挑戰。
1964年第五屆彰化縣長選舉，呂世明競選連任，然而卻遇到「白派」推出二林區大老醫學博士洪挑出馬競逐。最後國民黨在無法疏導下開放競選。當時兩派的戰火越來越激烈，更互鬥得如火如荼，花錢之多及召集人馬之眾，被視為彰化歷史選舉未有。:364-365當時黨外陣營的石錫勳也受到「紅派」及派人遊說，雖然王燈岸見兩派說客紛至沓來，害怕石錫勳受到人情包圍，無端捲入漩渦，因此奉勸石錫勳保持客觀，以免選民對石錫勳產生懷疑。:365唯最後石錫勳表態支持呂世明。使選局逆轉。:365-366最終呂世明以些微領先當選縣長。洪挑在南彰化的十四個鄉鎮領先，呂世明則領先十二個鄉鎮，以六千多票差距險勝。
在縣長任內創立彰化縣工商發展投資策進會，鼓勵企業來彰化縣投資，如台灣化學纖維。在第五屆縣長任內，成功爭取臺灣塑膠公司在彰化設廠，原本王永慶最初擇定嘉義縣頭橋工業區一帶；嘉義縣縣長何茂取卻對此事不甚熱心，對徵購廠地也未與協助，外傳何茂取曾所求新臺幣一百萬元及縣長卸任後當該公司顧問為條件（何茂取曾矢口否認此事），使王永慶一怒而去。呂世明得知後積極主動爭取，協助徵收土地，並推薦彰化縣人士入廠工作。經王永慶勘查地點後，擇定彰化市北區、縱貫公路出入口一帶為設廠基地。廠內二千餘員工，約有三分之二以上為彰化縣縣民，成為呂世明的「德政」之一。:224呂世明並提倡農業機械化、農地重劃、水土保持、造林。並以人造土地培育洋菇，開創新事業。此外，彰化縣八十公里靠近海岸線屬沙質土壤，不適合稻穀栽培，經研究後鼓勵蘆筍栽培。在教育方面，則提倡一鄉鎮一初中，在二十六鄉鎮中有三十所初中。
然而縣長任內也曾計畫拆除彰化孔子廟移到郊區重建事件，由於呂世明認為此廟在鬧區，土地值錢，可作為商業大樓，計畫拆除後再於八卦山頂重建以搭配八卦山風景區，引起地方反對。而呂世明主張將彰化市降格為縣轄市、以及主張引進臺灣化學纖維到彰化設廠，也引起評論。

### 卸任縣長後
1968年卸任彰化縣縣長後，出任新竹客運董事長。1976年創設陽光產業公司，1978年創設彰化鍛造公司，1977年出任臺灣區綠藻工業公會理事長。
1992年7月，因病去世。

## 家族
- 呂世明三弟呂俊傑，曾任彰化市參議員，第1-2屆彰化縣議員、第3屆彰化縣議會副議長，第4屆臺灣省議員。

## 其他
- 呂世明在國大代表競選期間，遇上對手蘇振輝動員家人、助選員每天包肉粽送給選民吃。對此呂世明放出耳語「吃蘇振輝的粽，投呂世明的票」，結果廣為流傳。呂世明最後在兩萬一千多票總投票數中得到一萬六千四百多票當選。[7]